# Сурман
Сурма́н (араб. صرمان‎) — город на северо-западе Ливии на побережье Средиземного моря.

## Гражданская война
20 июня 2011 года авиаудары НАТО по Сурману привели к попаданию бомб в жилые кварталы, были убиты несколько гражданских лиц, в том числе двое детей и их мать. НАТО признало факт бомбардировки, но не признало факт жертв среди гражданского населения. Представитель НАТО выступил с заявлением, что авиаудары попали именно в военные объекты.
14 августа 2011 года отряды боевиков ПНС заявили, что город был захвачен в бою во время крупного наступления повстанцев по побережью. Были убиты 10 и захвачены 40 бойцов Каддафи. О потерях ПНС не сообщается.